# باتراسکوچ
آنتوانتی کلینتون(به انگلیسی: Antoinette Clinton) (۲۹ سپتامبر ۱۹۸۵ ‏(۳۹ سال)) ملقب به باتراسکوچ خواننده نوازنده ضرب دهانی (بیت باکس) ، ساکسیفونیست و پیانیست سبک ریتم اند بلوز و هیپ هاپ آمریکایی و نفر سوم فصل دوم آمریکا استعداد دارد می باشد. باتراسکوچ برنده اولین مسابقه ضرب دهانی زنان جهان در سال 2005 شد همچنین وی برای شرکت MTV آهنگسازی انجام می دهد.